# No. 15 Squadron RAF
Le No. 15 Squadron (15e Escadron), parfois No. XV Squadron, était un escadron de la Royal Air Force créé pendant la Première Guerre mondiale et dissous finalement en 2017.
Il est créé en 1915 durant la Première Guerre mondiale. Il effectue de la reconnaissance pour l'armée. Après la guerre, il est dissous. Il reprend du service en 1924 et puis en 1934, avec des vols de bombardiers. Durant la Seconde Guerre mondiale, l'escadron devient l'un des premiers escadrons à utiliser des bombardiers Short Stirling. Durant la guerre froide, l'escadron combat lors de la crise du canal de Suez et largue la plupart des bombes du conflit. Il intervient également dans le confrontation indonésio-malaisienne comme moyen de dissuasion contre l'Indonésie. Dans les années 80, le rôle de l'escadron, stationné en Allemagne, est de délivrer, si nécessaire, et sous la supervision de l'OTAN, des bombes nucléaires tactiques. L'escadron prend ensuite part à l'opération Tempête du désert en bombardant des bases de l'armée de l'air irakienne. Il est reprend ensuite son rôle à l'OTAN, à savoir de la dissuasion nucléaire. Il est finalement dissous en 2017.

## Histoire

### Première Guerre mondiale
Le No. 15 Squadron est formé pour la première fois à l'aérodrome de Farnborough (en) le 1er mars 1915 en tant qu'unité d'entraînement du Royal Flying Corps et est commandé par le major Philip Joubert de la Ferté. Il est principalement équipé de Royal Aircraft Factory BE2c, complété par quelques Bristol Scout. Il déménage en France le 22 décembre 1915, assumant un rôle de reconnaissance pour l'armée. Il appuie le IVe Corps pendant la bataille de la Somme à l'été 1916, subissant de lourdes pertes à la fois par des tirs au sol et des avions de combat allemands. Son travail de soutien, au niveau de la rivière Ancre en janvier 1917 est salué par Douglas Haig, général britannique.
Il est à nouveau fortement engagé dans l'action en soutien à l'offensive d'Arras au printemps 1917. Il est rééquipé avec des Royal Aircraft Factory RE8 en juin 1917, conservant le «Harry Tate» (un terme d'argot pour désigner l'avion) jusqu'à la fin de la Première Guerre mondiale. Pour la grande attaque de chars lors de la bataille de Cambrai, le No. 15 Squadron est spécialement chargé de vérifier le camouflage des troupes, des canons et des décharges construites avant l'attaque.
L'escadron rentre au Royaume-Uni en février 1919 et est dissous à RAF Fowlmere (en) le 31 décembre de la même année.
Le futur air marshal Sir Charles Steele (en) est l'un des officiers qui a commencé sa carrière dans l'escadron à cette époque.

### Entre-deux-guerres 1919-1939
Il est réformé le 20 mars 1924 à RAF Martlesham Heath dans le cadre de l'Aeroplane and Armament Experimental Establishment. Les pilotes effectuent principalement des vols d'essai de bombardiers. Le No. 15 est de nouveau réformé en 1934 à RAF Abingdon (en) en tant qu'escadron de bombardiers légers et est équipé du Hawker Hart. Son commandant de l'époque, le chef d'escadron TW Elmhirst, DFC, incite l'escadron à écrire son numéro d'escadron en chiffres romains. L'ecadron reçoit des Hawker Hind en remplacement temporaire des Harts avant d'être rééquipé par des monoplans Fairey Battle en 1938,.

### La Seconde Guerre mondiale

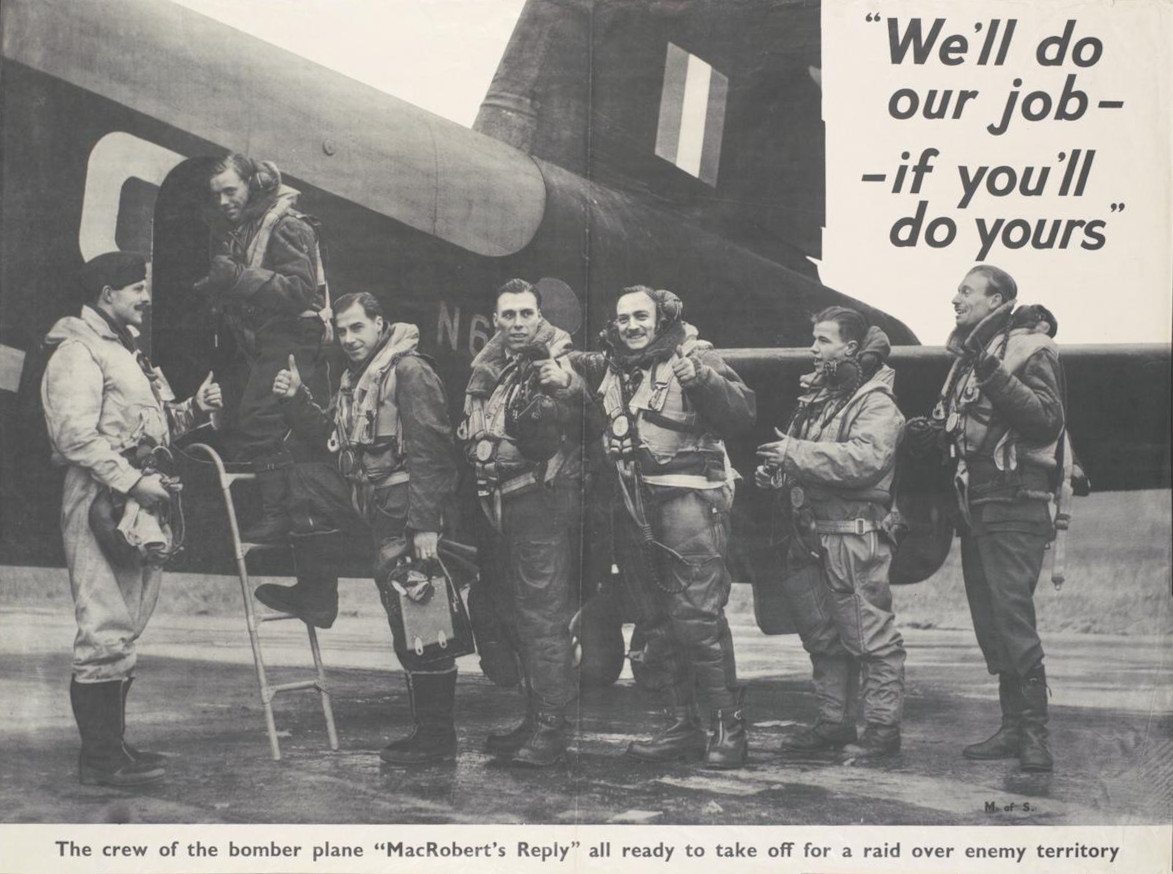
Le MacRobert's Reply, N6086 c1941-2

Toujours équipé de bombardiers légers Fairey Battle, l'escadron s'envole pour la France en septembre 1939 comme membre du No. 71 Wing, faisant partie de l'Advanced Air Striking Force. Il quitte RAF Abingdon vers le 2 septembre. Après son retour au Royaume-Uni, il est rééquipé l'année suivante d'abord de Bristol Blenheim et puis de Vickers Wellington avant de devenir l'un des premiers escadrons de bombardiers Short Stirling. Un Stirling, devenu célèbre, est donnée par Lady MacRobert à la mémoire de ses trois fils tués au service de la RAF et nommé MacRobert's Reply. En 1943, l'escadron se convertit aux Avro Lancaster[réf. souhaitée].

### Service durant la guerre froide
En 1947, les Lancaster sont remplacés par des Avro Lincoln, avant que l'escadron n'adopte le rôle de frappe nucléaire avec le Boeing Washington en 1951[réf. souhaitée].
Le No. XV Squadron est rééquipé avec le bombardier English Electric Canberra B.2 en juin 1953, alors qu'il est à RAF Coningsby, dans le Lincolnshire. Il se déplace plus tard à RAF Cottesmore (en), dans le Rutland, puis à RAF Honington, dans le Suffolk. Les Canberra sont utilisés au combat lors de la crise du canal de Suez et larguent la plupart des bombes durant les dix-huit jours de conflit. L'escadron est dissous le 15 avril 1957.
Le 1er septembre 1958, il est réformé en tant que deuxième escadron d'Handley Page Victor, et est stationné à RAF Cottesmore. En 1962, c'est l'un des nombreux escadrons prêts à l'action durant la crise des missiles de Cuba. Déployé en 1963 depuis RAF Tengah, qui est située à l'ouest de Singapoure, il est sur place comme démonstration de force pour dissuader l'Indonésie lors de la confrontation Indonésie-Malaisie. Par la suite, il est dissous le 31 octobre 1964 lors du retrait du détachement outre-mer. Il est alors prévu qu'il soit réformé avec le BAC TSR-2 puis le General Dynamics F-111K (en), mais avec les deux acquisitions annulées, ces plans ne se réalisent pas.

### Service en tant que force nucléaire

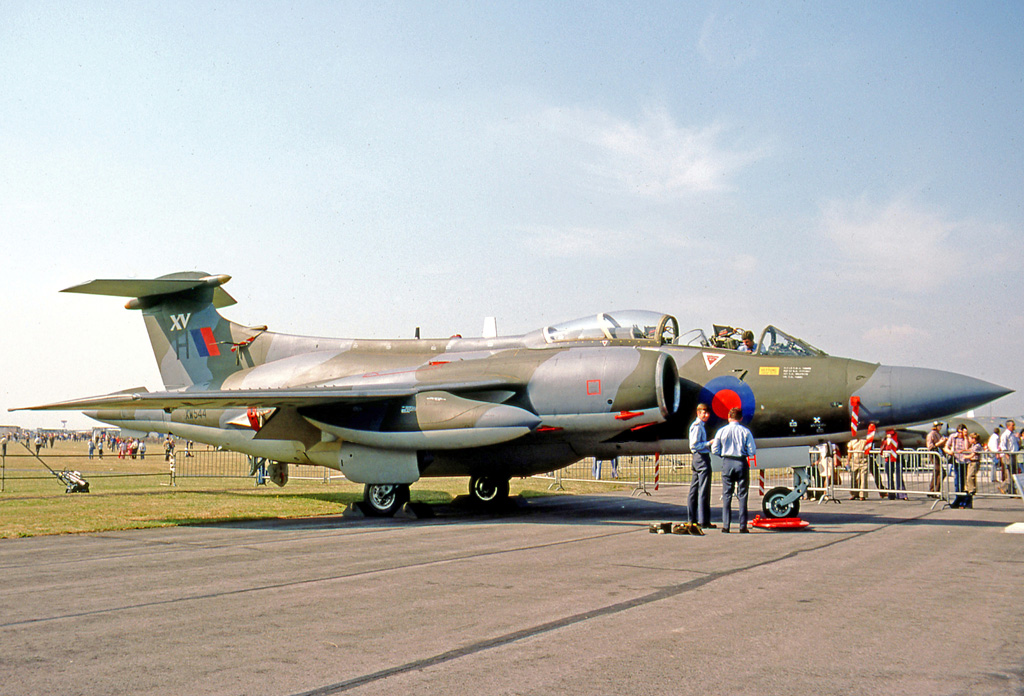
Blackburn Buccaneer S2B du No. 15 Squadron en 1977.

En 1970, l'escadron est finalement réformé avec le Blackburn Buccaneer S.2B à RAF Honington. Il est déplace, peu de temps après, à RAF Laarbruch (en) en Allemagne. À partir de 1971, leur tâche à RAF Laarbruch, l'escadron étant désormais affecté au SACEUR (en), consiste à soutenir l'armée dans une bataille terrestre européenne, d'abord dans un rôle conventionnel, puis dans un rôle de livraison de bombes nucléaires tactiques, si nécessaire. Le personnel de planification de la RAF s'attend à ce que les douze avions Buccaneer S2B de l'escadron subissent une attrition d'un tiers de leurs effectifs, laissant suffisamment de survivants, avec ceux retenus en réserve de la phase conventionnelle, pour fournir l'allocation de l'escadron de dix-huit bombes nucléaires WE.177 (en),.
En 1983, l'escadron échange ses douze Buccaneer S2 contre le même nombre de Tornado GR.1, pour une utilisation dans un rôle similaire à partir du début de 1984. En raison de l'engagement du Royaume-Uni dans le SACEUR, cette opération nécessite l'utilisation du processus de "désignation" par lequel un escadron Tornado est formé et mis au point à Honington et, une fois opérationnel, est transféré à Laarbruch et reprend l'identité de No. 15 Squadron de l'unité de Buccaneer. L'escadron devient ainsi la première unité de Tornado en Allemagne - une force qui passera à huit escadrons - et continue de jouer le rôle de fournisseur d'armes nucléaires pour le SACEUR avec une allocation accrue de dix-huit armes en raison de la capacité du Tornado à transporter deux bombes. Le rôle de livraison nucléaire de l'escadron, assigné au SACEUR, s'est poursuivi à ce niveau jusqu'en 1991, date à laquelle il a été dissous[réf. souhaitée].

### Tempête du désert

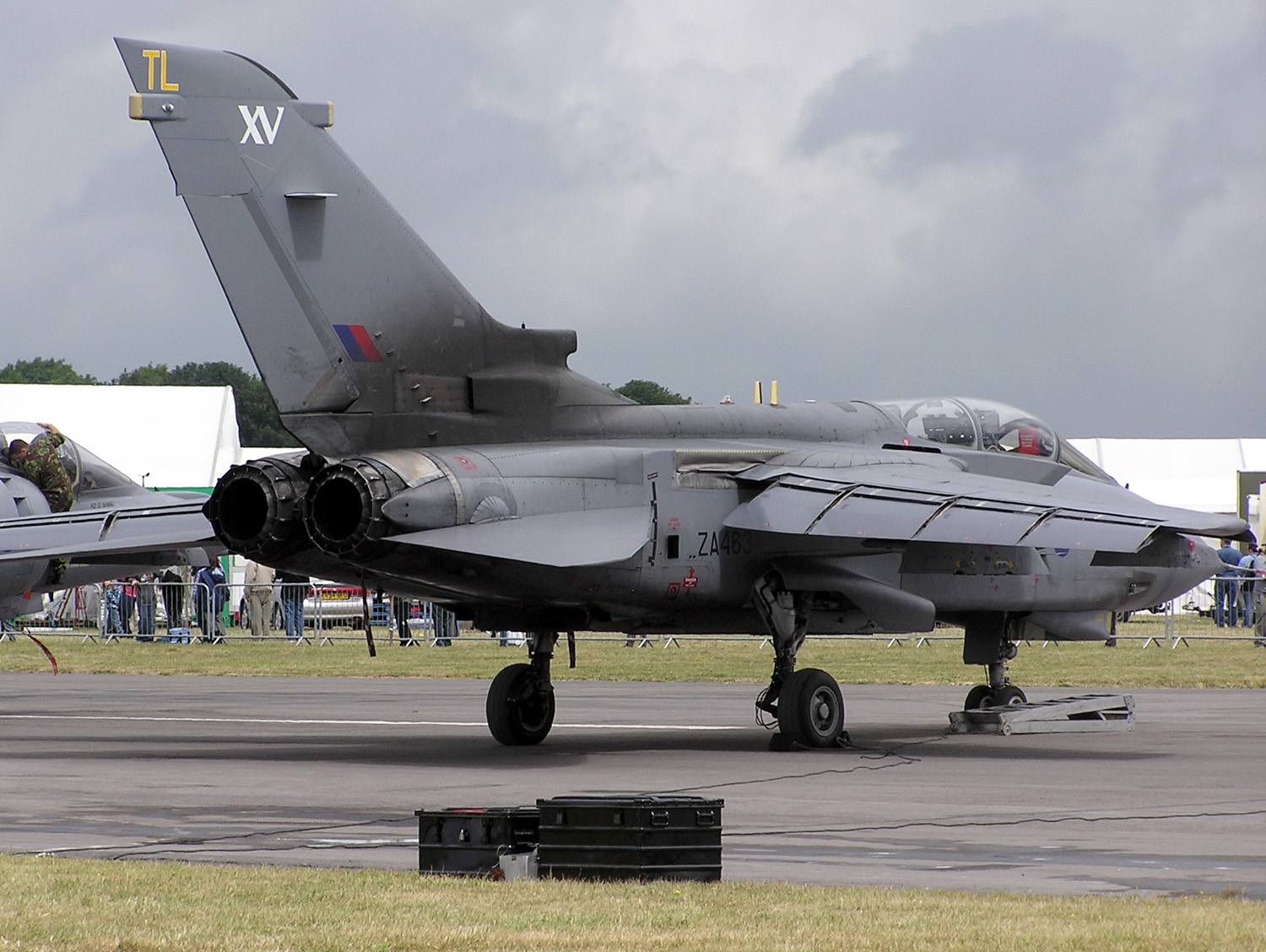
Tornado GR4 ZA463 à Kemble en 2004.

Déployé à Bahreïn pendant la préparation de l'opération Tempête du désert, l'escadron reçoit le mandat spécifique de détruire les bases de l'armée de l'air irakienne en bombardant les pistes. Lors de sa deuxième mission, une mission de jour à très basse altitude contre l'aérodrome d'Ar Rumaylah avec le chef d'escadron Pablo Mason (en) menant un vol de quatre Tornados, l'équipage numéro deux de John Peters (en) et du navigateur John Nichol (en) est abattu et devient des prisonniers de guerre. Mason (avec de nombreux autres équipages de tornades de la RAF) effectue un total de 24 missions de bombardement durant l'opération, de jour à très basse altitude ou de nuit à altitude modérée. Le 2 février 1991 voit la toute première attaque de Buccaneer/Tornado utilisant des bombes à guidage laser. Au cours du conflit, le 14 février, un autre appareil est abattu, entraînant la perte du Flt Lt Stephen Hicks et la capture du Flt Lt Rupert Clark[réf. souhaitée].
En 1992, le No. 45 (Reserve) Squadron RAF (en), l'unité de conversion aux armes du Tornado, basée à RAF Honington, change son identité «fantôme» en No.15 (Reserve) Squadron, restant à RAF Honington jusqu'en 1993 et est affecté au SACEUR dans le rôle qu'il a joué lorsqu'il était basé à RAF Laarbruch. L'équipement de l'escadron, composé de vingt-six avions et de trente-neuf bombes nucléaires WE.177, est inhabituellement important,. La réinstallation à RAF Lossiemouth en 1994 entraine la réaffectation au SACLANT dans le rôle de frappe maritime, armé d'une variété d'armes conventionnelles et de dix-huit bombes nucléaires WE.177. Après la fermeture du Tri-National Tornado Training Establishment (en) de Cottesmore en 1999, le No.45 (Reserve) Squadron assure la responsabilité de la conversion au Tornado et de l'entraînement aux armes[réf. souhaitée].
L'escadron est dissous le 31 mars 2017 en vue du retrait du Tornado GR4 en 2019. Les aéronefs et les équipages de l'escadron seront absorbés dans les escadrons de première ligne de la RAF Marham et effectueront une formation de recyclage si nécessaire[réf. souhaitée]. L'escadron termine son dernier vol opérationnel le 17 mars 2017.

## Avions exploités
Liste des avions utilisées par le No. 15 Squadron,:
- Royal Aircraft Factory B.E.2C (1915–1917)
- Bristol Scout (1916–1916)
- Royal Aircraft Factory B.E.2d/e 1916–1917)
- Royal Aircraft Factory R.E.8 (1917–1919)
- Airco DH.9A (1924–1926)
- Hawker Horsley (1926–1934)
- Plusieurs avions d'essai (1924–1934)
- Hawker Hart (1934–1936)
- Hawker Hind (1936–1938)
- Fairey Battle (juin 1938 – décembre 1939)
- Bristol Blenheim Mk IV (décembre 1939 – novembre 1940)
- Vickers Wellington Mk IC (novembre 1940 – mai 1941)
- Short Stirling Mk I/ Mk III (avril 1941 – décembre 1943)
- Avro Lancaster B.I/B.I(Special)/B.III (Décembre 1943–1947)
- Avro Lincoln (1947–1950)
- Boeing Washington B.1 (1951–1953)
- English Electric Canberra B.2 (1953–1957)
- Handley Page Victor B.1 (1958–1964)
- Blackburn Buccaneer S.2B (1970–1983)
- Panavia Tornado GR1 (1983–2002)
- Panavia Tornado GR4 (2001–2017)

## Commandants
- en 1915 : Philip Joubert de la Ferté